# Jack Austin (homme politique)
Pour les articles homonymes, voir Jack Austin et Austin.
Jacob (Jack) Austin (né le 2 mars 1932) est un homme politique et sénateur canadien. Il a été nommé à la chambre haute par le premier ministre Pierre Elliott Trudeau le 8 août 1975 et représente la province de la Colombie-Britannique. Il a servi à titre de ministre d'État dans le cabinet de Pierre Trudeau de 1981 à 1982 et puis ministre d'État pour le développement social jusqu'à la retraite de Trudeau en 1984. Il est revenu au cabinet du Canada en 2003 lorsque le premier ministre Paul Martin l'a nommé leader du gouvernement au Sénat, poste qu'il a occupé jusqu'à la défaite des libéraux lors de l'élection de 2006. Il prit sa retraite en mars 2007.